# Káty
Káty (szerbül Каћ / Kać) Újvidék községhez tartozó település Szerbiában, a Vajdaság Dél-bácskai körzetében, a történelmi Sajkásvidéken.

## Fekvése
Újvidéktől 10 km-re északkeletre, Zsablya irányában fekvő település.

## Története
Káty az Újvidék fölött kiinduló, úgynevezett római sáncok kezdetétől keletre, közel a dunai ártérhez fekszik. Ezért nevét a "Káta" szóból származónak tartják, amely besnyő szó, és gátat, erődöt jelent.
Káty nevét az 1332-1337. évi pápai tizedjegyzék említette először Chacz néven, a tizedjegyzékben Pétervárad után áll: Chacz, utána Cussidi, e sorrend is azt valószínűsíti hogy Chaz alatt valóban Káty értendő, és Cussidi alatt Kizsdi, mivel ma Kuzsdin kátyi határrész.
1417-ben található a településről az az adat, mely szerint Laurentius de Kaathi és fiai a titeli káptalan előtt bácsmegyei Kaathi nevű birtokot, melyet ők és néhai Karani György birtak, rokonaiknak, Losonczi Zsigmondnak és Machadonyai Miklósnak adták.
1477-ben Káty a karomi, ma karloviczi várhoz tartozott.
1553-1554-ben a török defterek a titeli nahijében említettek egy Fagy nevű falut 9 fizető és 10 nem fizető házzal. Káty Steltzernél 1570-ben 14, 1590-ben 19 adózó házzal van felsorolva.
A török hódoltság után Bács vármegye 1699. évi első összeírásában a bácsi járásban 68 gazdával szerepel, az 1702-es kamarai összeírásban pedig bérbe adható faluként írták.
1715-ben csak 16 adózót találtak Kátyon, valószínű, hogy Rákóczi hadai pusztítottak itt.
1722-ben 60 szerb adózóval említették és akkor az új Bodrog vármegyéhez tartozott.
1767-ben Kátyhoz tartozó pusztákként volt említve Csót, Kuzdin, Alsó- és Felső-Verkalova.
1769-ben Kátyot, mely eddig kincstári falu volt, a Tisza-Maros Határőrvidék részeként csajkások közé sorozták és lakóinak határőri katonai szolgálatokat kellett tennie.
1849. június 7-én a község melletti erőben Perczel Mór vereséget szenvedett Jellasics horvát bán csapataitól. Attól kezdve Perczel mindennemű támadó szándékkal felhagyott a Délvidéken. Egyelőre tisztán védekező, illetőleg megfigyelő magatartást követett. Rövidesen átadta a déli területek magyar hadseregének vezetését, s a Cegléd táján gyülekező magyar tartaléksereg parancsnoka lett.
1873-ban pedig a Sajkás-kerület feloszlatása után ezt a falu is – a kerület többi településével együtt, mint a valamikori Bács vármegye területe – Bács-Bodrog vármegyéhez került.
A trianoni békeszerződősig Bács-Bodrog vármegye Titeli járásához tartozott.

## Népesség
1910-ben 4192 lakosából 249 magyar, 988 német, 2953 szerb volt. Ebből 208 római katolikus, 976 evangélikus, 2934 görögkeleti ortodox volt.

### Demográfiai változások
| 1948 | 1953 | 1961 | 1971 | 1981 | 1991 | 2002   |
| ---- | ---- | ---- | ---- | ---- | ---- | ------ |
| 4406 | 4478 | 5640 | 6701 | 8551 | 9755 | 11 166 |

## Híres emberek
- Itt született 1890-ben Lasi János kiváló első világháborús katonai pilóta

## Nevezetességek
- Görögkeleti temploma - 1840-ben épült
- Római katolikus temploma - 1894-ben épült

## Külső hivatkozások
- Káty története Archiválva 2021. január 18-i dátummal a Wayback Machine-ben